# Plémet
Plémet község Franciaország Bretagne régiójában, Côtes-d’Armor megyében. Lakosainak száma 3195 fő (2017. január 1.).
2016. január 1-jén a korábbi Plémet és La Ferrière korábbi község egyesítésével jött létre Les Moulins új község, amely 2017. decemberben visszakapta a korábbi Plémet nevet.

## Népesség
A település népességének változása:
| Lakosok száma | 2969 | 2928 | 3035 | 3056 | 3071 | 2929 | 3212 | 3175 | 3736 | 3195 |
|               | 1962 | 1968 | 1975 | 1982 | 1990 | 2008 | 2013 | 2015 | 2016 | 2017 |